# Magomed Elmurzayev
Bản mẫu:Eastern Slavic name
Magomed Vakhayevich Elmurzayev (tiếng Nga: Магомед Вахаевич Эльмурзаев; sinh ngày 16 tháng 6 năm 1997) là một cầu thủ bóng đá người Nga thi đấu ở vị trí hậu vệ trái cho F.K. Anzhi Makhachkala và F.K. Anzhi-2 Makhachkala.

## Sự nghiệp câu lạc bộ
Anh có màn ra mắt tại Giải bóng đá chuyên nghiệp quốc gia Nga cho F.K. Anzhi-2 Makhachkala vào ngày 19 tháng 7 năm 2017 trong trận đấu với FC Chernomorets Novorossiysk.
Anh có màn ra mắt cho đội một của F.K. Anzhi Makhachkala vào ngày 20 tháng 9 năm 2017 trong trận đấu tại Cúp quốc gia Nga trước F.K. Luch-Energiya Vladivostok.
Anh ra mắt tại Giải bóng đá ngoại hạng Nga cho Anzhi vào ngày 5 tháng 11 năm 2017 trong trận đấu với F.K. Amkar Perm.

## Thống kê sự nghiệp

### Câu lạc bộ
Tính đến 20 tháng 5 năm 2018
| Câu lạc bộ               | Mùa giải            | Giải vô địch                | Giải vô địch | Giải vô địch | Cúp     | Cúp       | Châu lục | Châu lục  | Tổng cộng | Tổng cộng |
| Câu lạc bộ               | Mùa giải            | Hạng đấu                    | Số trận      | Bàn thắng    | Số trận | Bàn thắng | Số trận  | Bàn thắng | Số trận   | Bàn thắng |
| ------------------------ | ------------------- | --------------------------- | ------------ | ------------ | ------- | --------- | -------- | --------- | --------- | --------- |
| F.K. Anzhi Makhachkala   | 2015–16             | Giải bóng đá ngoại hạng Nga | 0            | 0            | 0       | 0         | –        | –         | 0         | 0         |
| F.K. Anzhi Makhachkala   | 2016–17             | Giải bóng đá ngoại hạng Nga | 0            | 0            | 0       | 0         | –        | –         | 0         | 0         |
| F.K. Anzhi Makhachkala   | 2017–18             | Giải bóng đá ngoại hạng Nga | 3            | 0            | 1       | 0         | –        | –         | 4         | 0         |
| F.K. Anzhi Makhachkala   | Tổng cộng           | Tổng cộng                   | 3            | 0            | 1       | 0         | 0        | 0         | 4         | 0         |
| F.K. Anzhi-2 Makhachkala | 2017–18             | PFL                         | 14           | 5            | –       | –         | –        | –         | 14        | 5         |
| Tổng cộng sự nghiệp      | Tổng cộng sự nghiệp | Tổng cộng sự nghiệp         | 17           | 5            | 1       | 0         | 0        | 0         | 18        | 5         |